# Aleksandros Tsanikidis
Aleksandros Tsanikidis gr. Αλέξανδρος Τσανικίδης (ur. 28 lipca 1994) – grecki bokser, zdobywca brązowego medalu w kategorii lekkopółśredniej na Igrzyskach Śródziemnomorskich 2013 w Mersin, mistrz Grecji w kategorii lekkopółśredniej z roku 2012, reprezentant Grecji na mistrzostwach Europy w roku 2013 oraz na mistrzostwach świata w 2013.

## Kariera
W marcu 2012 rywalizował na Turnieju im. Feliksa Stamma w Warszawie, dochodząc do półfinału w kategorii lekkopółśredniej. W kwietniu tego samego roku rywalizował na turnieju kwalifikacyjnym dla Europy na Letnie Igrzyska Olimpijskie 2012 w Londynie, jednak nie zdobył kwalifikacji.
Od 1 do 4 czerwca rywalizował na Mistrzostwach Europy 2013 w Mińsku, startując w kategorii ciężkiej. Odpadł w 1/16 finału, przegrywając na punkty z Ukraińcem Wjaczesławem Kysłycynem.
Pod koniec czerwca na Igrzyskach Śródziemnomorskich 2013 w Mersin zdobył brązowy medal w kategorii lekkopółśredniej. W walce ćwierćfinałowej pokonał na punkty Hiszpana Jonathana Alonso, a w półfinale przegrał z Turkiem Fatihem Keleşem.
W październiku 2013 reprezentował Grecję na Mistrzostwach Świata 2013 w Ałmaty. Odpadł w 1/32 finału, przegrywając z Irlandczykiem Raymondem Moylettem. W sierpniu 2014 rywalizował na Mistrzostwach Unii Europejskiej 2014 w Sofii, kończąc rywalizację na eliminacjach.